# Kinyongia
A Kinyongia a hüllők (Reptilia) osztályának pikkelyes hüllők (Squamata) rendjébe, ezen belül a gyíkok (Sauria) alrendjébe, a leguánalakúak (Iguania) alrendágába és a kaméleonfélék (Chamaeleonidae) családjába tartozó nem.

## Tudnivalók
A Kinyongia-fajok hímek pofáin szarvszerű képződmények ülnek, éppen ezért, korábban a hasonló megjelenésű Bradypodion nembe sorolták őket. Afrikában élnek. A Kinyongia adolfifriderici és Kinyongia tavetana fajok kivételével, mindegyiknek nagy az előfordulási területe.

## Rendszerezés
A nembe az alábbi 23 faj tartozik:
- Kinyongia adolfifriderici (Sternfeld, 1912)
- Kinyongia asheorum Nečas et al., 2009
- Kinyongia boehmei (Lutzmann & Necas, 2002)
- Kinyongia carpenteri (Parker, 1929)
- Kinyongia excubitor (Barbour, 1911)
- Kinyongia fischeri (Reichenow, 1887) - típusfaj
- Kinyongia gyrolepis Greenbaum, Tolley, Joma & Kusamba, 2012
- Kinyongia itombwensis Hughes et al., 2017
- Kinyongia magomberae Menegon et al., 2009
- Kinyongia matschiei (F. Werner, 1895)
- Kinyongia msuyae Menegon et al., 2015
- Kinyongia multituberculata (Nieden, 1913)
- Kinyongia mulyai Tilbury & Tolley, 2015
- Kinyongia oxyrhina Klaver & Böhme, 1988 - vagy Kinyongia oxyrhinum
- Kinyongia rugegensis Hughes et al., 2017
- Kinyongia tavetana (Steindachner, 1891) - vagy Kinyongia tavetanum
- Kinyongia tenuis (Matschie, 1892) - vagy Kinyongia tenue
- Kinyongia tolleyae Hughes et al., 2017
- Kinyongia uluguruensis (Loveridge, 1957)
- Kinyongia uthmoelleri (L. Müller, 1938)
- Kinyongia vanheygeni Nečas, 2009
- Kinyongia vosseleri (Nieden, 1913)
- Kinyongia xenorhina (Boulenger, 1901) - vagy Kinyongia xenorhinum

## Fordítás
- Ez a szócikk részben vagy egészben  a   Kinyongia című angol Wikipédia-szócikk ezen változatának fordításán alapul.  Az eredeti cikk szerkesztőit annak laptörténete sorolja fel. Ez a jelzés csupán a megfogalmazás eredetét és a szerzői jogokat jelzi, nem szolgál a cikkben szereplő információk forrásmegjelöléseként.